# De Grolsch Veste
De Grolsch Veste (wym. /də ˈɣrɔɫs ˈfɛstə/, stara nazwa: Arke Stadion) – stadion piłkarski, położony w mieście Enschede, Holandia. Oddany został do użytku 10 maja 1998 roku i stadion został rozszerzony w 2008. Od tego czasu swoje mecze na tym obiekcie rozgrywa zespół Eerste divisie FC Twente. Jego pojemność wynosi 24 000 miejsc (wszystkie siedzące). W marcu 2011 rozpoczęła się rozbudowa, mająca na celu zwiększenie pojemności stadionu do 32 000 miejsc. Zakończenie rozbudowy planowane jest na lato 2011.
De Grolsch Veste zastąpił stary obiekt FC Twente – Diekman Stadion, który służył klubowi w latach 1956–1998.